# Karsten Meyer
Karsten Meyer, född den 5 november 1937 i Hannover, död 25 november 2023, var en tysk och därefter västtysk seglare.
Han tog OS-brons i starbåt i samband med de olympiska seglingstävlingarna 1972 i München.